# Tropidion extraordinarium
Tropidion extraordinarium är en skalbaggsart som beskrevs av Martins och Maria Helena M. Galileo 1999. Tropidion extraordinarium ingår i släktet Tropidion och familjen långhorningar. Inga underarter finns listade i Catalogue of Life.